# Shoot the Bullet
Touhou Bunkachou ~ Shoot the Bullet. (яп. 東方文花帖 〜 Shoot the Bullet., досл. «Східний альбом літературних суцвіть 〜 Сфотографувати кулю») — гра 2005 року випущена Team Shanghai Alice на 69-й Комікет.

## Ігролад
У «Shoot the Bullet», на відміну від інших скрол-шутерів у франшизі, гравець не може стріляти у ворогів; натомість Ая, головна героїня, повинна фотографувати, щоб очистити екран від куль та знищити босів (звідси й назва Shoot the Bullet). Бали вираховуються за естетикою кожної фотографії, наприклад кольори та щільність куль, а також ризиком, з яким зроблене це фото. Для кожної «сцени» Аї дається лише одне життя для виконання завдання — зробити певну кількість фотографій боса, без попадань куль, за обмежений проміжок часу.

Ая фотографує даммаку Аліси.

Щоб робити знімки, плівка має бути завантажена в камеру на (100 %). Гравець може рухатися на трьох швидкостях: звичайній, сфокусованій та суперсфокусованій, яка також дозволяє завантажувати плівку на високій швидкості. Під час фотографування гравець може утримувати кнопку фото, щоб керувати видошукачем, поки рамка зображення зменшується — це можна використовувати для фокусуванні на босі. Протягом цього часу всі кулі на екрані сповільнюються, і Ая не може рухатися. Якщо кнопку фото утримувати занадто довго, плівка буде перетриманою, і Аї доведеться перезавантажити її. Гравець також може один раз натиснути кнопку фото, не утримуючи її, щоб зробити знімок навколо Аї. Для кожного зробленого знімка Аї потрібно буде знову перезавантажити плівку з 0%, перш ніж вона зможе зробити наступний знімок. При налічуванні балів будуть враховані лише фотографії, що містять на собі боса («Вдалі» зображення).

## Сюжет
Ая Шямеїмару — репортерка тенґу з Ґенсокійського часопису «Bunbunmaru Shinbun», який вона самостійно видає. Ая шукає відповідні теми для новин, фотографуючи візерунки куль своєю аналоговою камерою. Вона вирішує не стріляти сама, щоб її кулі не потрапляли на знімки. Ніхто насправді не знає, що вона робить з цими фотографіями, крім неї самої.
Окрім короткого опису гри, в ній немає традиційного сюжету. Ая стикається з босами з попередніх частин Touhou Project на рівнях, де представлені їхні спел-картки. Після досягнення заданого рахунку вона залишає коментар до сцени, пов'язаний з цією спел-карткою.
Список персонажів, з якими зустрічається Ая, по порядку: Румія, Ріґґл Найтбаґ, Чірно, Летті Вайтрок, Аліса Марґатроїд, Кейне Камішірасава, Рейсен Удонґеїн Інаба, Медіцін Меланхолі, Теві Інаба, Хон Мейлін, Пачулі Нолідж, Чен, Йому Компаку, Сакуя Ідзайой, Ремілія Скарлет, Ран Якумо, Ююко Сайґьоджі, Ейрін Яґокоро, Каґуя Хорайсан, Комачі Онодзука, Ейкі Шікі Ямазанаду, Фландре Скарлет, Юкарі Якумо, Фуджівара но Моко та Суйка Ібукі.

## Розробка
Єдиний член Shanghai Alice, під псевдонімом «ZUN», визнав, що всі попередні частини Touhou Project черпали натхнення з аркадних ігор, тому він захотів змінити це та створити гру для ПК, яка відкине аркадні норми.
Ідея даммаку фотогри вперше виникла в ZUN'а, коли він робив знімки візерунків куль під час розробки Embodiment of Scarlet Devil, щоб давати назви «спел-карткам», щоб відрізняти один візерунок від іншого. Він зрозумів, що робити знімки досить весело, і ця ідея може стати хорошою грою. Після Embodiment of Scarlet Devil ZUN спробував включити цю ідею в новий тип зброї для Рейму Хакурей (головної героїні Touhou Project), де вона фотографувала б та запечатувала кулі. Однак ZUN вважав, що він вплітає нову ідею в гру не природно, оскільки жоден персонаж в іграх не мав причин фотографувати; тому він відклав ідею на два роки, поки не вийшла Imperishable Night.
ZUN вирішив, що для природного втілення ідеї йому потрібен персонаж, який би мав причину фотографувати. Тому він створив репортерку Аю Шямеїмару та планував ввести її в майбутній Phantasmagoria of Flower View, щоб вона могла стати головною героїнею майбутньої фотогри, не надто різко. Під час цього видавець манґи Ichijinsha планував антологію dōjinshi по Touhou Project, але ZUN вирішив, що може скористатися цією можливістю, щоб представити Аю, і домовився з Ichijinsha про перетворення антології на фанбук, який міститиме уривки з часописів Аї. Результатом стала Touhou Bunkachou ~ Bohemian Archive in Japanese Red, яка вийшла за три дні до Phantasmagoria of Flower View. Спочатку ZUN планував включити фотогру разом із фанбуком, але ZUN не мав достатньо часу, щоб закінчити. Незважаючи на це, ZUN продовжив використовувати назву «Touhou Bunkachou» для своєї фотогри без дозволу Ichijinsha (хоча пізніше Ichijinsha дозволив ZUN'у використовувати цю назву). Розробка зайняла півтора місяця, і гра Touhou Bunkachou ~ Shoot the Bullet. нарешті була випущена 30 грудня 2005 року. Гра також була випущена в Steam 18 червня 2021 року.

### Після релізу
9 січня 2006 року ZUN додав порожній рівень під назвою «Gōgai» (яп. 号外, «Extra» в часописах) після рівня Ex з патчем версії 1.01a, пообіцявши, що додасть рівні пізніше. Однак 16 жовтня 2006 року ZUN оголосив, що не створюватиме рівні «Ґоґай», оскільки в нього немає часу, і він воліє перейти до нових проєктів, таким чином залишивши порожній рівень у Shoot the Bullet.
Окрім того, що Shoot the Bullet була окремою грою, вона стала своєрідним ігровим рушієм, на якому базувалися майбутні ігри ZUN'а. Mountain of Faith та Uwabami Breakers (Drinking Party, 2007) — це ігри, які використовують Shoot the Bullet прототип.
14 березня 2010 року вийшов продовження Shoot the Bullet під назвою Double Spoiler. У ньому зберігся ігровий процес Shoot the Bullet з новими персонажами.